# Daler Kouziaïev
Daler Adiamovitch Kouziaïev (en russe : Далер Адьямович Кузяев, et en tatar : Дәлир Әдһәм улы Хуҗаев) est un footballeur international russe d'ethnie tatare né le 15 janvier 1993 à Naberejnye Tchelny. Il évolue au poste de milieu de terrain.

## Biographie

### Débuts professionnels
Daler Kouziaïev est né le 15 janvier 1993 de parents tadjiks. Il passe par plusieurs clubs lors de sa jeunesse et notamment par l'académie du Zénith Saint-Pétersbourg. Il fait ses débuts professionnels en troisième division russe sous le maillot du FC Karelia Petrozavodsk, entrainé par son père, en juin 2012 face au FK Spartak Kostroma.
Il n'y passe qu'une saison et s'entraîne durant l'été avec le Rubin Kazan. Il fait bonne impression mais l'entraîneur de l'époque, Kurban Berdyev, lui conseille de trouver un club dans lequel il aura du temps de jeu et pourra progresser.
Le joueur s'engage alors au Neftekhimik Nijnekamsk en deuxième division russe. Après seulement quinze matchs joués avec son nouveau club, il est reperé par le Terek Grozny, club de première division, qu'il rejoint en janvier 2014. Il y passe trois saisons et demie concluantes et décide, à un an de la fin de son contrat, de quitter le club.

### Zénith Saint-Pétersbourg
Kouziaïev retrouve son club formateur, le Zénith Saint-Pétersbourg, avec un contrat de trois ans à la clé. Lors de la première journée du championnat de Russie, il marque son premier but en professionnel face au SKA-Khabarovsk. Il découvre ensuite la Coupe d'Europe lors de cette saison, disputant à cette occasion neuf matchs de Ligue Europa et marquant un but. Il s'installe alors comme un titulaire indiscutable au Zénith.
Lors de la saison 2019-2020, Kouziaïev découvre la Ligue des champions lors d'un match de poules face à l'Olympique lyonnais. Auteur d'une nouvelle saison pleine et en fin de contrat, il est courtisé par plusieurs clubs européens tels l'Atalanta, le Beşiktaş ou l'Olympique de Marseille. Sans club au mois d'octobre, il signe finalement un nouveau contrat de trois ans avec le Zénith.
Lors de la fin de son contrat en juin 2023, il reçoit une offre de prolongation de contrat de la part de son club, qu'il refuse car il souhaite découvrir un nouveau championnat européen. Il quitte la Russie avec 200 matchs de championnat au compteur et trente-cinq de Coupe d'Europe.

### Le Havre AC
Le 12 juillet 2023, Kouziaïev rejoint Le Havre AC pour une durée de deux saisons. Il marque son premier but face au Stade brestois 29 lors de la deuxième journée de Ligue 1 Uber Eats.

### En sélection
Né de parents tadjiks, Kouziaïev se voit proposer de jouer pour l'équipe nationale du Tadjikistan, mais ne se montre pas intéressé.

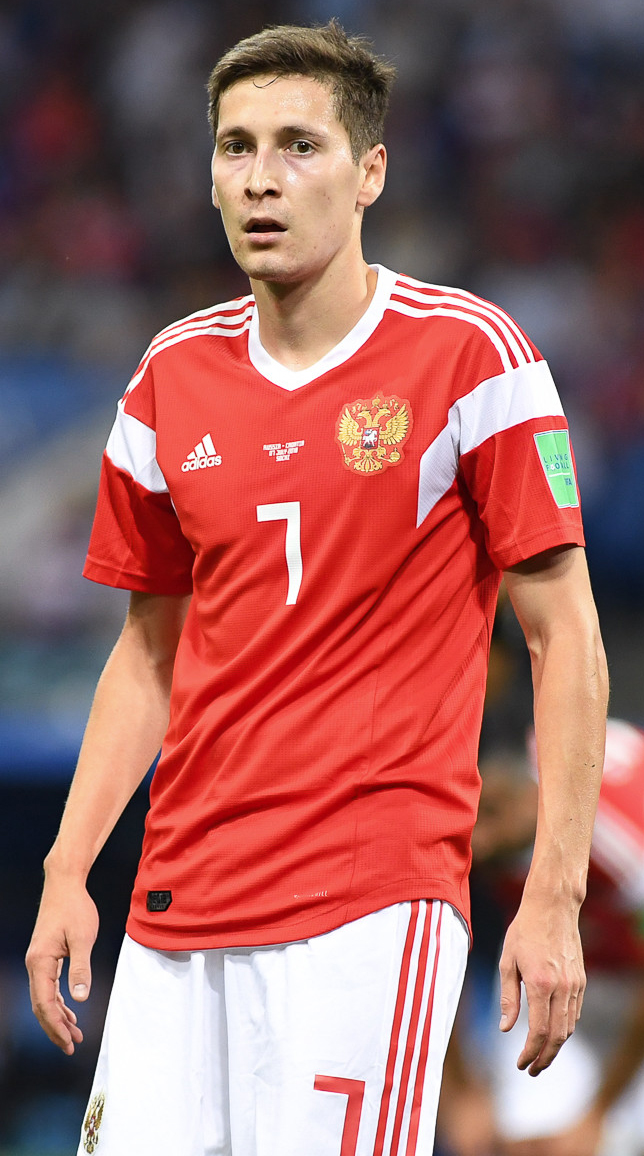
Kouziaïev avec la Russie face à l'Argentine en amical en 2017.

En octobre 2017, alors qu'il vient tout juste de rejoindre le Zénith Saint-Pétersbourg, Kouziaïev est sélectionné pour la première fois en équipe de Russie par Stanislav Tchertchessov. Il joue son premier match avec son pays en amical contre la Corée du Sud (victoire 4-2 à Moscou).
Le 3 juin 2018, il est sélectionné pour participer à la Coupe du monde 2018 qui se déroule en Russie. Il participe à chacun des matchs de son équipe lors du tournoi, y compris à la victoire face à l'Espagne en huitièmes de finale. Lors du tour suivant, il inscrit son tir au but face à la Croatie, mais la Russie est éliminée au terme d'un parcours salué par les observateurs.
En septembre 2018, il signe sa première passe décisive en sélection face à la Turquie en Ligue des nations. En novembre 2019, il marque son premier but avec la Russie lors d'un déplacement à Saint-Marin dans le cadre des éliminatoires pour l'Euro 2020. Il enchaîne alors les sélections avec son équipe nationale. Le 5 juin 2021, il est sélectionné parmi les 26 Russes qui disputeront l'Euro 2020. Il joue les trois matchs de poule de la compétition mais la Russie est éliminée à l'issue de cette phase. Il porte le brassard de capitaine de la Sbornaïa à deux reprises, face à la Slovaquie en 2021 et contre l'Iran en 2023.

## Statistiques

### Statistiques détaillées
| Saison                | Club                     | Championnat           | Championnat | Championnat | Championnat | Coupe(s) nationale(s) | Coupe(s) nationale(s) | Coupe(s) nationale(s) | Supercoupe | Supercoupe | Supercoupe | Compétition(s) continentale(s) | Compétition(s) continentale(s) | Compétition(s) continentale(s) | Compétition(s) continentale(s) | Total | Total | Total |
| Saison                | Club                     | Division              | M.          | B.          | P.d.        | M.                    | B.                    | P.d.                  | M.         | B.         | P.d.       | Comp.                          | M.                             | B.                             | P.d.                           | M.    | B.    | P.d.  |
| 2012-2013             | Karelia Petrozavodsk     | Vtoroï Divizion       | 22          | 0           | 0           | 1                     | 0                     | 0                     | -          | -          | -          | -                              | -                              | -                              | -                              | 23    | 0     | 0     |
| 2013-2014             | Neftekhimik Nijnekamsk   | FNL                   | 15          | 0           | 1           | 1                     | 0                     | 0                     | -          | -          | -          | -                              | -                              | -                              | -                              | 16    | 0     | 1     |
| 2013-2014             | Terek Grozny             | Premier-Liga          | 1           | 0           | 0           | -                     | -                     | -                     | -          | -          | -          | -                              | -                              | -                              | -                              | 1     | 0     | 0     |
| 2014-2015             | Terek Grozny             | Premier-Liga          | 21          | 0           | 1           | 1                     | 0                     | 0                     | -          | -          | -          | -                              | -                              | -                              | -                              | 22    | 0     | 1     |
| 2015-2016             | Terek Grozny             | Premier-Liga          | 21          | 0           | 1           | 3                     | 0                     | 0                     | -          | -          | -          | -                              | -                              | -                              | -                              | 24    | 0     | 1     |
| 2016-2017             | Terek Grozny             | Premier-Liga          | 27          | 0           | 2           | 1                     | 0                     | 0                     | -          | -          | -          | -                              | -                              | -                              | -                              | 28    | 0     | 2     |
| Sous-total            | Sous-total               | Sous-total            | 70          | 0           | 4           | 5                     | 0                     | 0                     | -          | -          | -          | -                              | -                              | -                              | -                              | 75    | 0     | 4     |
| 2017-2018             | Zénith Saint-Pétersbourg | Premier-Liga          | 26          | 6           | 2           | 1                     | 0                     | 0                     | -          | -          | -          | C3                             | 9                              | 1                              | 2                              | 36    | 7     | 4     |
| 2018-2019             | Zénith Saint-Pétersbourg | Premier-Liga          | 18          | 2           | 1           | 1                     | 0                     | 0                     | -          | -          | -          | C3                             | 11                             | 2                              | 3                              | 30    | 4     | 4     |
| 2019-2020             | Zénith Saint-Pétersbourg | Premier-Liga          | 20          | 0           | 2           | 4                     | 1                     | 0                     | -          | -          | -          | C1                             | 4                              | 0                              | 0                              | 28    | 1     | 2     |
| 2020-2021             | Zénith Saint-Pétersbourg | Premier-Liga          | 18          | 3           | 3           | 1                     | 1                     | 0                     | -          | -          | -          | C1                             | 6                              | 0                              | 0                              | 25    | 4     | 3     |
| 2021-2022             | Zénith Saint-Pétersbourg | Premier-Liga          | 22          | 0           | 8           | 1                     | 0                     | 1                     | 1          | 1          | 0          | C1+C3                          | 4+1                            | 1+0                            | 0+0                            | 29    | 2     | 9     |
| 2022-2023             | Zénith Saint-Pétersbourg | Premier-Liga          | 26          | 5           | 6           | 8                     | 0                     | 0                     | 1          | 0          | 1          | -                              | -                              | -                              | -                              | 35    | 5     | 7     |
| Sous-total            | Sous-total               | Sous-total            | 130         | 16          | 22          | 16                    | 2                     | 1                     | 2          | 1          | 1          | -                              | 35                             | 4                              | 5                              | 183   | 23    | 29    |
| 2023-2024             | Le Havre AC              | Ligue 1               | 30          | 2           | 2           | 3                     | 1                     | -                     | -          | -          | -          | -                              | -                              | -                              | -                              | 33    | 3     | 2     |
| 2024-2025             | Le Havre AC              | Ligue 1               | 12          | 1           | 1           | 1                     | 0                     | -                     | -          | -          | -          | -                              | -                              | -                              | -                              | 13    | 1     | 1     |
| Sous-total            | Sous-total               | Sous-total            | 42          | 3           | 3           | 4                     | 1                     | 0                     | -          | -          | -          | -                              | -                              | -                              | -                              | 46    | 4     | 3     |
| Total sur la carrière | Total sur la carrière    | Total sur la carrière | 279         | 19          | 29          | 27                    | 3                     | 1                     | 2          | 1          | 1          | -                              | 35                             | 4                              | 5                              | 343   | 27    | 36    |

### En sélection nationale
| Saison                | Sélection             | Phases finales        | Phases finales | Phases finales | Phases finales | Éliminatoires | Éliminatoires | Éliminatoires | Ligue des nations | Ligue des nations | Ligue des nations | Matchs amicaux | Matchs amicaux | Matchs amicaux | Total | Total | Total |
| Saison                | Sélection             | Compétition           | M              | B              | Pd             | M             | B             | Pd            | M                 | B                 | Pd                | M              | B              | Pd             | M     | B     | Pd    |
| --------------------- | --------------------- | --------------------- | -------------- | -------------- | -------------- | ------------- | ------------- | ------------- | ----------------- | ----------------- | ----------------- | -------------- | -------------- | -------------- | ----- | ----- | ----- |
| 2017-2018             | Russie                | Coupe du monde 2018   | 5              | 0              | 0              | -             | -             | -             | -                 | -                 | -                 | 6              | 0              | 0              | 11    | 0     | 0     |
| 2018-2019             | Russie                | -                     | -              | -              | -              | 1             | 0             | 0             | 4                 | 0                 | 1                 | 4              | 0              | 0              | 9     | 0     | 1     |
| 2019-2020             | Russie                | -                     | -              | -              | -              | 3             | 1             | 2             | -                 | -                 | -                 | -              | -              | -              | 3     | 1     | 2     |
| 2020-2021             | Russie                | Euro 2021             | 3              | 0              | 0              | 3             | 0             | 2             | 6                 | 1                 | 2                 | 2              | 0              | 0              | 14    | 1     | 4     |
| 2021-2022             | Russie                | -                     | -              | -              | -              | 5             | 0             | 0             | -                 | -                 | -                 | -              | -              | -              | 5     | 0     | 0     |
| 2022-2023             | Russie                | -                     | -              | -              | -              | -             | -             | -             | -                 | -                 | -                 | 4              | 0              | 0              | 4     | 0     | 0     |
| 2023-2024             | Russie                | -                     | -              | -              | -              | -             | -             | -             | -                 | -                 | -                 | 4              | 0              | 0              | 4     | 0     | 0     |
| 2024-2025             | Russie                | -                     | -              | -              | -              | -             | -             | -             | -                 | -                 | -                 | 1              | 1              | 0              | 1     | 1     | 0     |
| Total sur la carrière | Total sur la carrière | Total sur la carrière | 8              | 0              | 0              | 12            | 1             | 4             | 10                | 1                 | 3                 | 21             | 1              | 0              | 51    | 3     | 7     |

### Buts internationaux
| #  | Date             | Lieu                                          | Adversaire  | Score | Résultat | Compétition                 |
| -- | ---------------- | --------------------------------------------- | ----------- | ----- | -------- | --------------------------- |
| 1. | 19 novembre 2019 | Stade de Saint-Marin, Serravalle, Saint-Marin | Saint-Marin | 0-1   | 0-5      | Éliminatoires Euro 2020     |
| 2. | 15 novembre 2020 | Stade Şükrü Saracoğlu, Istanbul, Turquie      | Turquie     | 3-2   | 3-2      | Ligue des nations 2020-2021 |

## Palmarès
Zénith Saint-Pétersbourg (8)
- Champion de Russie en 2019, 2020, 2021, 2022 et 2023.
- Vainqueur de la Coupe de Russie en 2020.
- Vainqueur de la Supercoupe de Russie en 2021 et 2022.